# Brodek u Přerova
Brodek u Přerova (in tedesco Brodek) è un comune mercato della Repubblica Ceca facente parte del distretto di Přerov, nella regione di Olomouc.